# Chủ tịch nước Cộng hòa Cuba
 Chủ tịch nước Cộng hòa Cuba (tiếng Tây Ban Nha: Presidente de la República de Cuba), trước đây là Chủ tịch Hội đồng Nhà nước (tiếng Tây Ban Nha: Presidente del Consejo de Estado de Cuba) từ năm 1976 đến 2019, là người đứng đầu Nhà nước Cuba. Chức vụ theo hình thức hiện tại được thành lập theo Hiến pháp năm 2019. Bản Hiến pháp này cũng khôi phục trở lại chức danh Thủ tướng Cuba. Chủ tịch nước được đánh giá là vị trí quyền lực thứ hai, sau Bí thư thứ nhất của Đảng Cộng sản Cuba.
Chủ tịch nước hiện tại là Miguel Díaz-Canel.

## Điều kiện để trở thành ứng viên
Để trở thành ứng viên cho chức vụ Chủ tịch nước Cộng hoà Cuba, bạn phải trên 35 tuổi, được hưởng đầy đủ các quyền dân sự và chính trị, là công dân Cuba từ khi sinh ra và không có quốc tịch khác. Ngoài ra ứng viên phải dưới 60 tuổi để được bầu vào vị trí này trong nhiệm kỳ đầu tiên.

## Lịch sử chức vụ

### Hiến pháp năm 1901
Theo hiến pháp năm 1901, Cuba đã thiết lập một hệ thống tổng thống dựa trên cơ sở hệ thống chính trị của Hoa Kỳ.

### Hiến pháp năm 1940
Năm 1940, một hiến pháp mới đã cải tổ chính phủ thành một hệ thống bán tổng thống, 18 năm trước khi nguyên mẫu hiện đại của nó - Cộng hòa thứ năm của Pháp - ra đời. Sau đó, Fulgencio Batista nắm quyền Tổng thống và bãi bỏ Hiến pháp này.

### Sau cuộc Cách mạng Cuba
Sau Cách mạng Cuba, Fidel Castro được bầu làm Thủ tướng Cuba, đồng thời công bố khôi phục lại một phần của Hiến pháp năm 1940, trong đó vẫn giữ nguyên Tổng thống chế.

### Hiến pháp năm 1976 - Hiến pháp Xã hội chủ nghĩa
Vào ngày 2 tháng 12 năm 1976, nhánh hành pháp đã được cải tổ một lần nữa bởi một hiến pháp quốc gia mới, lần này là theo khuôn mẫu của Liên Xô. Chức vụ tổng thống đã bị bãi bỏ và thay thế bởi một nguyên thủ quốc gia tập thể, Hội đồng Nhà nước, được bầu bởi Quốc hội của Chính quyền Nhân dân. Tuy nhiên, không giống như ở Liên Xô, nơi Chủ tịch Đoàn Chủ tịch Xô viết Tối cao và Hội đồng Bộ trưởng là những chức vụ riêng biệt, tại Cuba, Chủ tịch Hội đồng Nhà nước cũng đồng thời là Chủ tịch Hội đồng Bộ trưởng.
Vị trí này khác với Bí thư thứ nhất của Đảng Cộng sản Cuba; mặc dù Fidel Castro giữ cả hai vị trí từ năm 1976 đến 2008, và Raúl Castro giữ cả hai vị trí từ 2011 đến 2018.
Người đương nhiệm kể từ ngày 19 tháng 4 năm 2018 là Miguel Díaz-Canel, người đã tiếp quản chức vụ từ Raúl Castro vào ngày đó.

### Hiến pháp năm 2019
Vào ngày 24 tháng 2 năm 2019, một hiến pháp khác - hiện tại của Cuba - đã được thông qua trong một cuộc trưng cầu dân ý. Theo đó, chính phủ một lần nữa được tổ chức lại, và các chức vụ Chủ tịch nước và Thủ tướng đã được khôi phục. Sự sắp xếp lại này chính thức có hiệu lực từ ngày 10 tháng 10 năm 2019, khi Quốc hội của Chính quyền Nhân dân Cuba chính thức bầu Miguel Díaz-Canel giữ chức vụ này.

## Quyền hạn và nhiệm vụ
Chủ tịch nước Cộng hòa Cuba có quyền hạn và nhiệm vụ sau:
1. Đảm bảo việc thực hiện Hiến pháp và pháp luật.
2. Đại diện và chỉ đạo các chính sách chung của Nhà nước
3. Quyết định các vấn đề liên quan đến Quốc phòng, An ninh, Đối ngoại.
4. Phê chuẩn và công bố các đạo luật đã được Quốc hội của Chính quyền Nhân dân Cuba ban hành.
5. Trình danh sách thành viên của Hội đồng Bộ trưởng trước Quốc hội của Chính quyền Nhân dân Cuba ngay sau khi được bầu hoặc vào phiên họp kế tiếp.
6. Đề xuất với Quốc hội của Chính quyền Nhân dân hoặc Hội đồng Nhà nước, khi thích hợp, bầu cử, chỉ định, đình chỉ, thu hồi hoặc thay thế Thủ tướng, Chủ tịch Tòa án tối cao nhân dân, Tổng chưởng lý Cộng hòa, Giám đốc cơ quan kiểm soát tiền tệ Quốc gia, Chủ tịch Hội đồng bầu cử quốc gia và các thành viên của Hội đồng Bộ trưởng;
7. Đề xuất với các đại biểu của các hội đồng tỉnh, thành phố về việc bầu cử hoặc bãi nhiệm các thống đốc tỉnh và phó thống đốc;
8. Đánh giá và thông qua các quyết định, các báo cáo về trách nhiệm giải trình do Thủ tướng Chính phủ đệ trình về chính quyền của mình, của Hội đồng Bộ trưởng hoặc của Ủy ban thường vụ Hội đồng Bộ trưởng;
9. Thống lĩnh tối cao của các tổ chức vũ trang và xác định tổ chức chung của chúng.
10. Chủ trì Hội đồng Quốc phòng và đề xuất với Quốc hội của Chính quyền Nhân dân hoặc Hội đồng Nhà nước, nếu phù hợp, để tuyên bố Chiến tranh trong trường hợp xâm lược quân sự;
11. Quyết định Tổng động viên khi có yêu cầu về quốc phòng, cũng như tuyên bố tình trạng khẩn cấp và tình hình thiên tai, trong các trường hợp được quy định trong Hiến pháp, đưa ra quyết định của mình trong tình huống khẩn cấp nếu Quốc hội của Chính quyền Nhân dân hoặc Hội đồng Nhà nước không thể họp được
12. Thăng cấp các sĩ quan cao cấp của các tổ chức vũ trang của quốc gia ở một mức độ và vị trí và sắp xếp cho việc chấm dứt của họ, theo thủ tục do pháp luật quy định;
13. Quyết định, trong các trường hợp áp dụng, việc cấp quyền công dân Cuba, chấp nhận miễn trừ và quy định tước quyền này;
14. Đề xuất, theo các quy định của Hiến pháp và pháp luật, đình chỉ, sửa đổi hoặc hủy bỏ các quy định và thỏa thuận của các cơ quan của Nhà nước mâu thuẫn với Hiến pháp, pháp luật hoặc ảnh hưởng đến lợi ích chung của đất nước;
15. Ban hành lệnh, quyết định để thực hiện nhiệm vụ, quyền hạn của mình.
16. Bổ nhiệm các chức vụ hoặc thành lập các nhóm làm việc để thực hiện các nhiệm vụ cụ thể;
17. Đề xuất với Hội đồng Nhà nước về việc bổ nhiệm hoặc bãi nhiệm người đứng đầu các cơ quan ngoại giao của Cuba tại các quốc gia, tổ chức hoặc tổ chức quốc tế.
18. Bổ nhiệm, bãi nhiệm đại sứ của Cộng hòa Cuba;
19. Trao tặng các giải thưởng hoặc các danh hiệu danh dự
20. Thay mặt cho Cộng hòa Cuba tiếp nhận hoặc từ chối tiếp nhận đại sứ đặc mệnh toàn quyền của nước ngoài
21. Tiếp nhận người đứng đầu của các cơ quan ngoại giao. Phó Chủ tịch nước có thể đảm nhận nhiệm vụ này.
22. Ân xá và yêu cầu Quốc hội của Chính quyền Nhân dân ban hành quyết định ân xá;
23. Tham gia hoặc triệu tập các phiên họp của Hội đồng Nhà nước khi thấy cần thiết;
24. Chủ trì các cuộc họp của Hội đồng Bộ trưởng hoặc Ủy ban thường vụ Hội đồng Bộ trưởng
25. Các quyền hạn khác được Hiến pháp hoặc pháp luật giao.